# 9 Korpus (austro-węgierski)

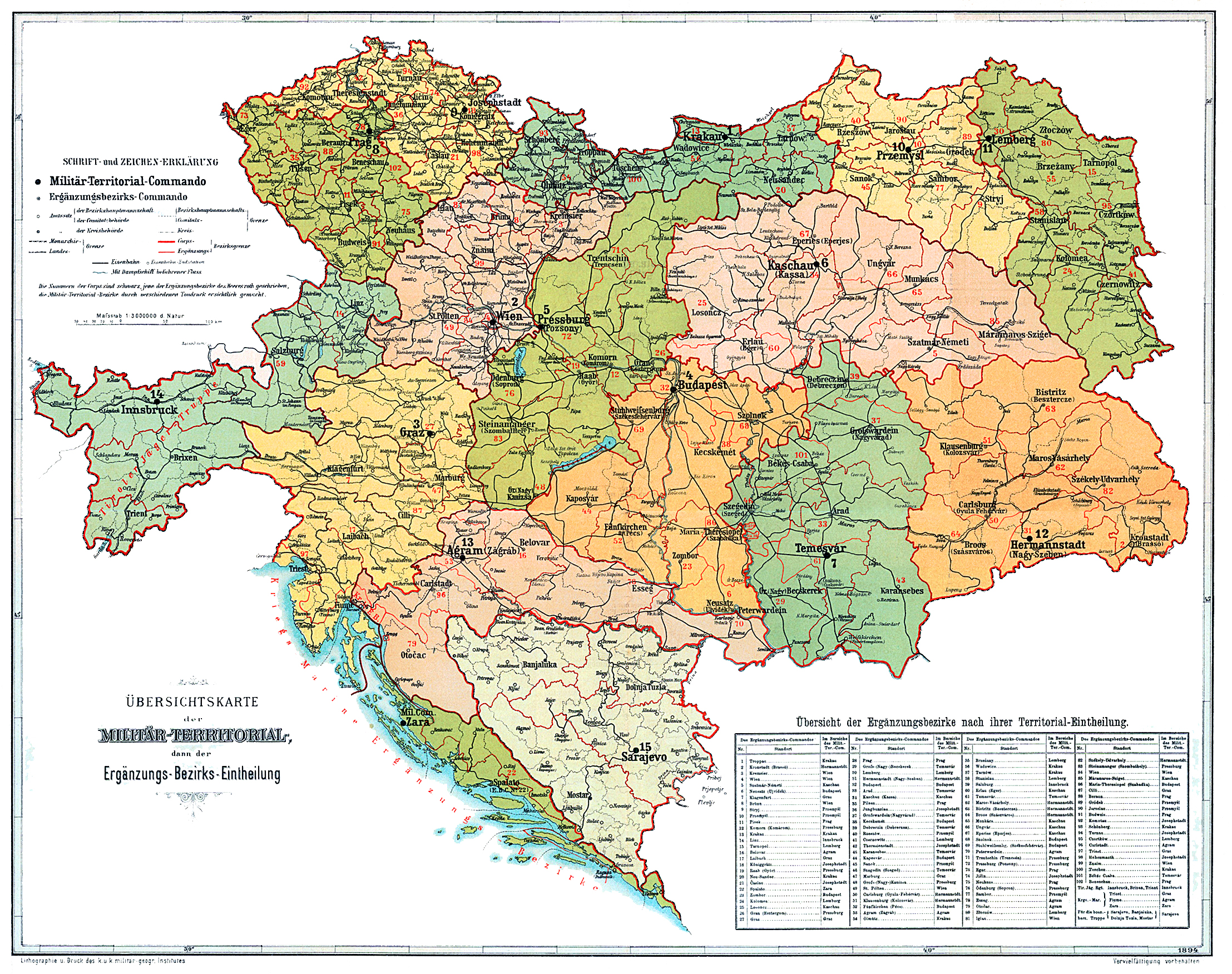
Wojskowy podział terytorialny Monarchii Austro-Węgier w 1894

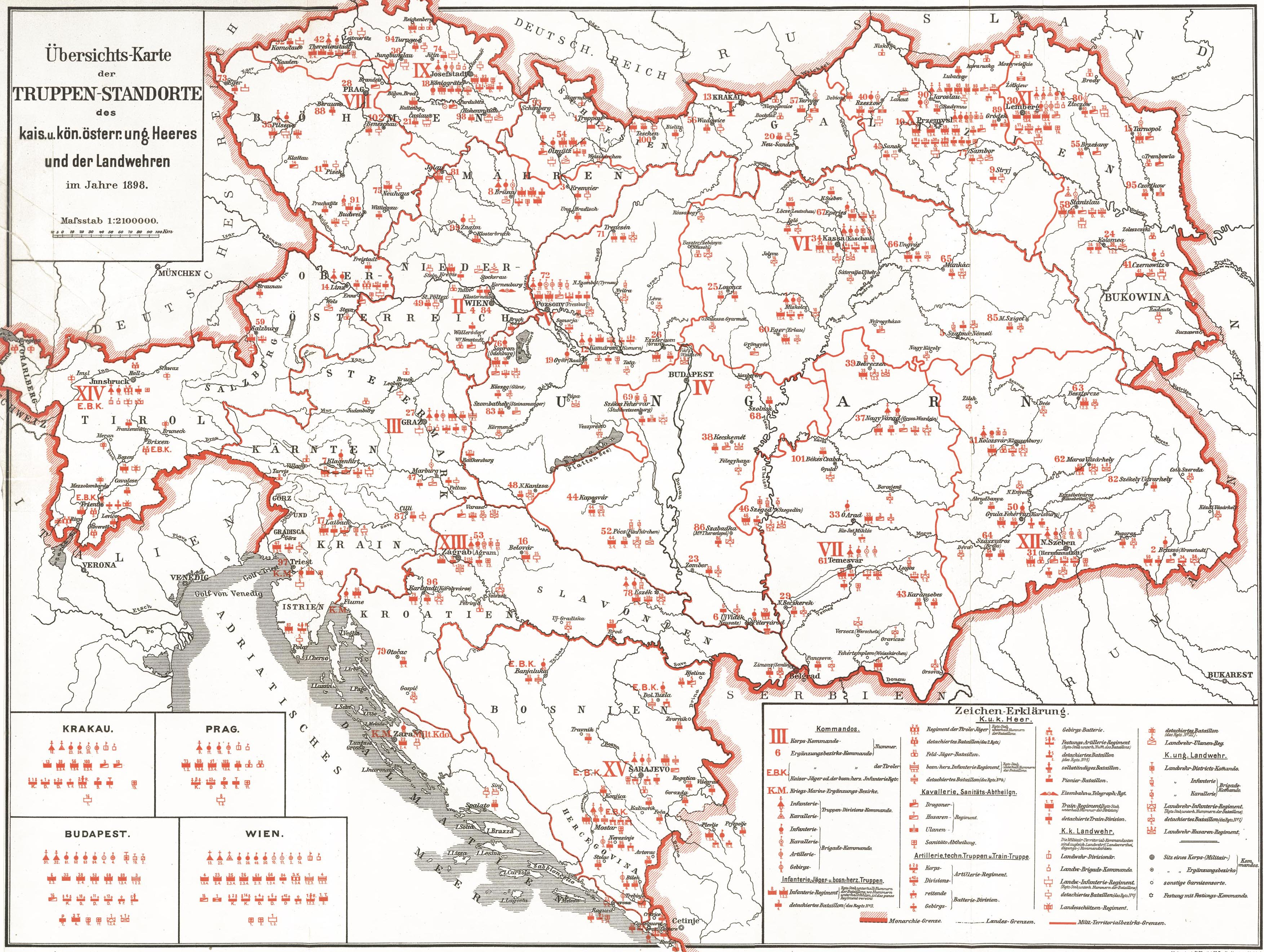
Dyslokalizacja sił zbrojnych Monarchii Austro-Węgier w styczniu 1898

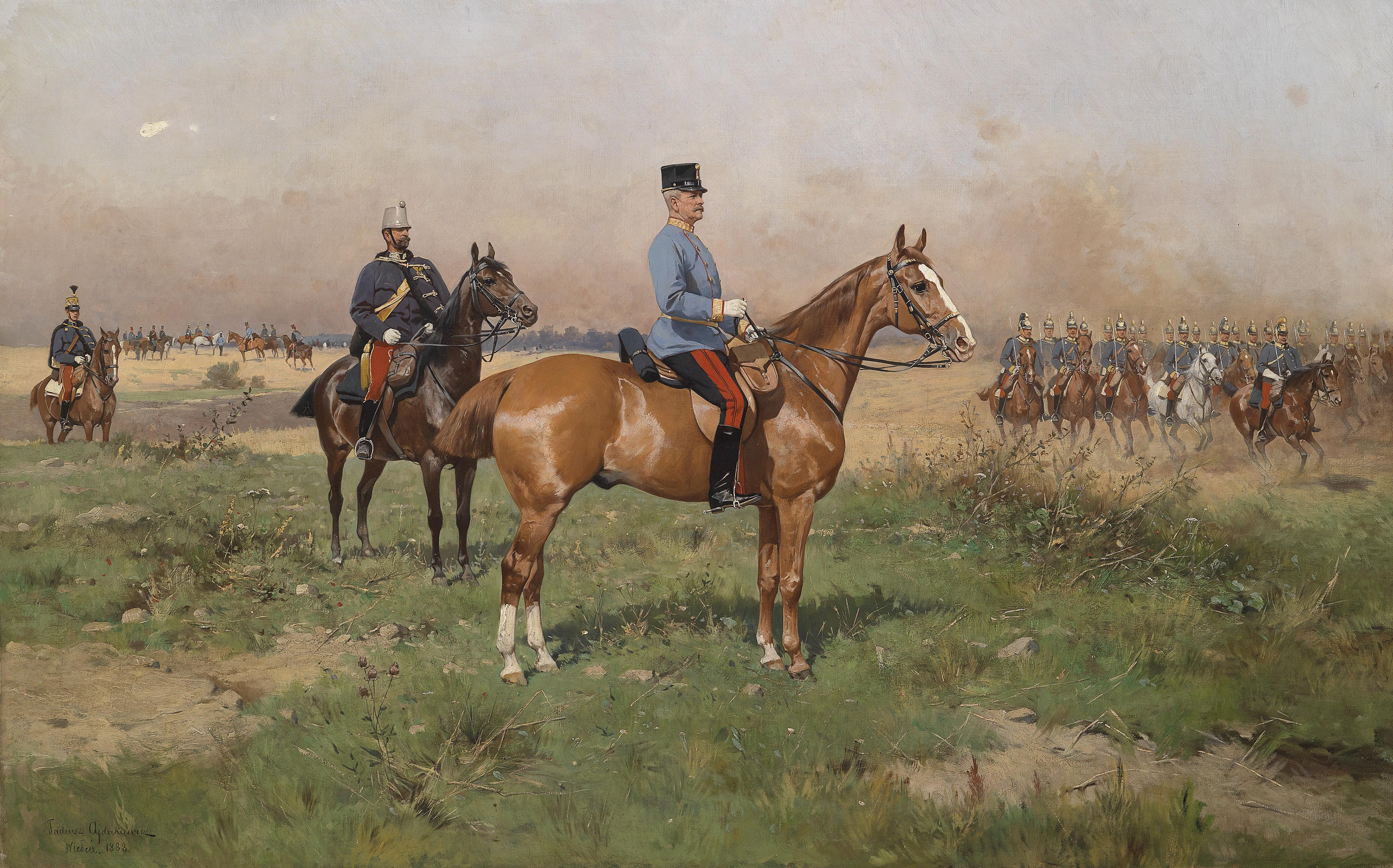
Gen. kaw. Leopold von Croy na manewrach

9 Korpus – wyższy związek taktyczny cesarskiej i królewskiej Armii z komendą w Litomierzycach (niem. Leitmeritz).
W 1908 roku Komenda 9 Korpusu została przeniesiona z twierdzy Josefov (niem. Josephstadt)) do Litomierzyc.

## Organizacja pokojowa w 1914 roku
- 10 Dywizja Piechoty w Jaroměř (niem. Josephstadt)
- 26 Dywizja Piechoty Obrony Krajowej w Litomierzycach (niem. Leitmeritz)
- 29 Dywizja Piechoty w Terezinie (niem. Theresienstadt)
- 9 Brygada Kawalerii w Pardubicach (niem. Pardubitz)
- 9 Brygada Artylerii Polowej w Litomierzycach (niem. Leitmeritz)
- Dywizjon Taborów Nr 9 w Jaroměř (niem. Josephstadt)[2]

## Organizacja wojenna w sierpniu 1914
- 10 Dywizja Piechoty (10. ID): FML Theodor Hordt 
  - 19 Brygada Piechoty (19. IBrig.): płk. Artur Iwański von Iwanina,
  - 20 Brygada Piechoty (20. IBrig.): GM.  Hugo Reymann,
  - 10 Brygada Artylerii Polowej  (10. FABrig.): płk.  August Blaha
- 26 Dywizja Piechoty Obrony Krajowej (26. LID): FML Johann von Friedel
  - 51 Brygada Piechoty Obrony Krajowej (51. LIBrig.): GM. Viktor Seidler
  - 52 Brygada Piechoty Obrony Krajowej (52. LIBrig.): GM. Otto Gössmann
  - 26 Brygada Artylerii Polowej (26. FABrig.):  płk. Oskar von Heimerich

## Kadra
Komendanci korpusu i generałowie dowodzący
(niem. Korpskommandant und Kommandierender General)
- FML Gustav von König (1883 – 1888)
- FML Philipp von Grünne (1888 – 1889)
- FML / gen. kaw. Leopold von Croy (1889 – 1894)
- FML / FZM Emanuel von Merta (1894 – 1899)
- FML / FZM Hugo von Klobus (1899 – 1902)
- FML / FZM Franz von Schönaich (1902 – 1905)
- FML / FZM Julius Latscher von Lauendorf (1905 – 1906)
- FML / FZM Albert von Koller (1906 – 1908 → komendant 8 Korpusu[3]
- FML / gen. piech. Adolf Rummer von Rummershof (1908[1] – 1912)
- gen. piech. Lothar von Hortstein (1912 – 1914)
- FML FZM Johann von Friedel (VIII – XI 1914)
- FML Rudolf Králíček (XI 1914 – X 1916)
- FML Ernst Kletter von Gromnik (X 1916 – VIII 1917)
- gen. piech. Ludwig Koennen-Horák von Höhenkampf (VIII – X 1917)
- gen. piech. Anton Lipoščak (X 1917 – II 1918)
- gen. piech. Alfred von Schenk (II – IV 1918)
- FML Josef Schneider von Manns-Au (IX – XI 1918)

Generałowie przydzieleni
(niem. Zugeteilter General)
- gen. mjr Hugo Kalliwoda (1908[1] – )

Szefowie Sztabu Generalnego
(niem. Generalstabschef)
- płk SG Oswald Kuneš (1908 – )
- płk August Martinek (1914)